# Marie Trojanová (komunistická politička)
Marie Trojanová, též Marie Trojanová-Genyková (5. února 1906 Žacléř – 1987[zdroj⁠?!]), byla česká a československá politička Komunistické strany Československa a poválečná poslankyně Ústavodárného Národního shromáždění a Národního shromáždění ČSR.

## Biografie
Působila v textilním průmyslu. Členkou KSČ byla již od roku 1922. Počátkem 30. let byla po tři roky bez práce. Od roku 1934 byla zpět vzata do zaměstnání. Byla zvolena předsedkyní závodního výboru. Během druhé světové války působila v odboji a byla po tři roky vězněna.
V roce 1946 se uvádí jako textilní dělnice, bytem Hradec Králové.
V parlamentních volbách v roce 1946 byla zvolena poslankyní Ústavodárného Národního shromáždění za KSČ. Setrvala zde do konce funkčního období, tedy do voleb do Národního shromáždění roku 1948, v nichž byla zvolena do Národního shromáždění za KSČ ve volebním kraji Hradec Králové. V parlamentu zasedala až do konce funkčního období, tedy do roku 1954.
Zastávala i stranické posty. VIII. sjezd KSČ ji zvolil za člena Ústředního výboru Komunistické strany Československa. Ve funkci ji potvrdil IX. sjezd KSČ a X. sjezd KSČ. Počátkem 50. let působila jako tajemnice Ústřední rady odborů.
Za nastupující normalizace ji Městský výbor KSČ v Praze zařadil na seznam „představitelů a exponentů pravice“. V té době je uváděna jako vedoucí tajemnice MV SPB.